# Загребська область
Загребська область (хорв. Zagrebačka oblast) — адміністративно-територіальна одиниця першого рівня в Королівстві Сербів, Хорватів і Словенців. Існувала в 1922—1929 роках із центром у Загребі. Заснована Постановою про поділ країни на області від 26 червня 1922, якою було реорганізовано Королівство СХС. Розформована Законом про назву і поділ Королівства на адміністративні території від 3 жовтня 1929.

## Історія

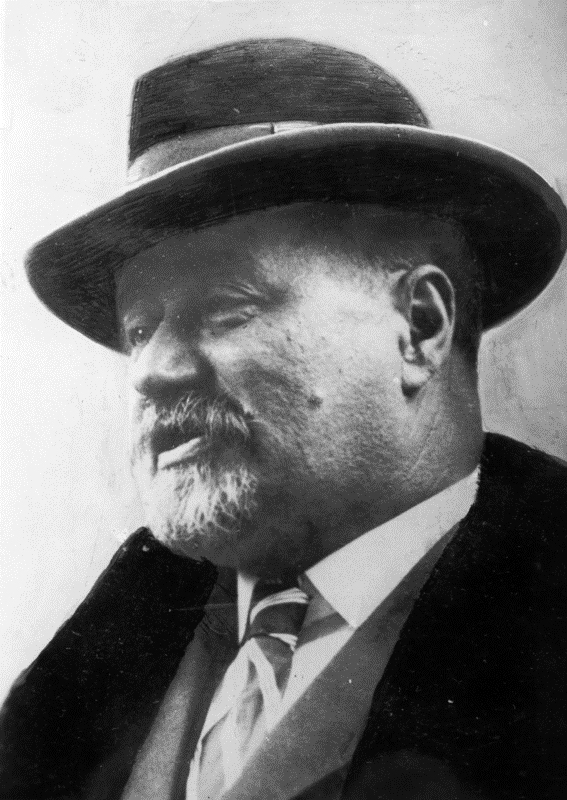
Степан Радич

Постановою про поділ країни на області від 26 червня 1922 та одночасно ухваленим «Законом про районне та обласне самоврядування» (SN № 92/1922), на підставі ст. 95 Конституції 1921 року Королівство СХС було поділено на 33 області, однією із яких стала Загребська, що територіально включала колишні Загребську і Вараждинську жупанії. Як і інші області, почала діяти лише в 1924 році, коли було призначено великого жупана (представника центральної влади), яким став Міле Крамарич. Великий жупан мав власний керівний апарат, що ділився на 12 чи 13 підпорядкованих йому відділів. Спочатку області були лише територіальними підрозділами державної влади, а обласне самоврядування, яке здійснювалося через обласну скупщину та обласний комітет, було створено тільки після проведення обласних виборів на початку 1927 року. На чолі обласного комітету Загребської області став голова ХСП Степан Радич. Він розглядав обласне самоврядування як надзвичайну нагоду протистояти централізму і вважав, що таким чином можна впливати на економічний, фінансовий та культурно-освітній розвиток як цієї області, так і хорватських земель загалом. Положення Закону про обласне та районне самоврядування давали областям право на об'єднання задля досягнення певних спільних цілей у межах їхнього самоврядування. Радич намагався надати Загребській області більш вираженого хорватського характеру, що знайшло свій вияв у її гербі, який складався зі щита у формі шахівниці, оточеного вінком, витканим із пшеничних колосків. Цей герб був на печатках органів самоврядування, тобто на друкованих заголовках меморандумів цих органів. На печатці Загребської обласної скупщини хорватський картатий герб складався з 25 полів із початковим червоним полем. Запровадження диктатури та скасування областей у 1929 р. перервало подальше використання описаного герба. Цей же герб з'явився у другій половині 1930-х років на картонній обкладинці «Зібрання творів доктора Антуна Радича». Жодна інша область на етнічних хорватських землях не мала власного герба.
З ухваленням Закону про внесення змін до «Закону про муніципалітети та обласні самоврядування» в 1929 р. обласні скупщини та обласні комітети було розпущено, а великі жупани зобов'язувалися призначити комісарів обласного самоврядування, які перебрали б на себе повноваження скупщин і комітетів. Компетенція комісарів визначалася «Постановою про роботу комісарів обласного самоврядування» від 20 січня 1929 року. Комісар перебував під безпосереднім наглядом великого жупана. Комісари припинили свою діяльність 15 листопада 1929 р., коли їхні повноваження перейшли до бановин, утворених «Законом про назву і поділ Королівства» від 3 жовтня 1929 р. Після цього територія Загребської області ввійшла в Савську бановину. З 16 листопада 1929 р. області були «областями у стані ліквідації», а крайній строк ліквідації всіх органів самоврядування встановлювався на 4 грудня 1929 р.

## Обласні вибори
Вибори в області відбулися лише раз 23 січня 1927 р.
| Партії та коаліції                         | Партії та коаліції                         | Всього депутатів | Від Загреба | Відсоток у скупщині |
| ------------------------------------------ | ------------------------------------------ | ---------------- | ----------- | ------------------- |
| Хорватська селянська партія                | Хорватська селянська партія                | 70               | 4           | 87,5%               |
| Самостійна демократична партія             | Самостійна демократична партія             | 3                | 1           | 3,75%               |
| Хорватська федералістська селянська партія | Хорватська федералістська селянська партія | 3                | 3           | 3,75%               |
| Незалежна робітнича партія (комуністи)     | Незалежна робітнича партія (комуністи)     | 2                | 2           | 2,5%                |
| Хорватська партія права                    | Хорватська партія права                    | 1                | 1           | 1,25%               |
| Незалежні                                  | Незалежні                                  | 1                | -           | 1,25%               |
| Загалом                                    | Загалом                                    | 80               | 11          | 100,0%              |